# デモンズブレイゾン 魔界村 紋章編
『デモンズブレイゾン 魔界村 紋章編』（デモンズブレイゾン まかいむら もんしょうへん）は、1994年10月21日に日本のカプコンから発売されたスーパーファミコン用アクションロールプレイングゲーム。

## 概要
『魔界村』（1985年）の派生シリーズ『レッドアリーマーシリーズ』の3作品目（移植された物も加えると4作品目に当たる）。主人公のレッドアリーマーを操作し、魔物「ファランクス」を倒して奪われた魔石を取り戻し復讐を果たすことが目的。アイテムの紋章によって変身する事や特技が変化する。
本作はアクション性を保ちつつ戦略性を盛り込もうとしている。進む手順、バックボーンや状況など、いろんなことをプレイヤーが思考しながらやってみる作品となる。何回もプレイすることによって、前回のプレイの時にプレイヤーが思った疑問などを、次のプレイの時に試すことによって違うステージに進んだり、新たなアイテムの発見に繋がる場合がある。それには、テクニックが要求されたりアイテムが必要になったりするが、その結果、展開に応じてエンディングまで変わってくる仕組みとなる。
ファミコン版の前作は、ゲームボーイのときよりも技術的な部分で作りにくいところがあった。本作ではカラーを一新してアニメチックなキャラクターよりもリアルでハードな方向にもっていった。本作にてタイトル名が変わったのも、「かわいらしいイメージからリアルな方向に一新する」という意味が込められている。
1997年にはニンテンドウパワーの書き換え対応ソフトとして発売された他、バーチャルコンソール対応ソフトとして2014年にWii U、2016年にNewニンテンドー3DSにて配信された。また、2019年9月6日には『スーパーファミコン Nintendo Switch Online』（Nintendo Switchのオンラインサービス特典ソフト）向けに配信された。

## ゲーム内容

### システム
本作の世界観は、前作と同様に過去に発売されたレッドアリーマーシリーズの作品のものとはまた異なる。なお、本作では、ホバリング能力が強化され、飛行制限時間がなくなっている。
前作のコミカルなイメージを一新し、非常にリアルな動きとグラフィックのアクションゲームになっている。特に敵モンスターのグラフィックは独特の雰囲気を放つものが多い。紋章は、各ステージにいる何体かのボス級モンスターの中の一体が持っている。
本作は、魔石（後述）を使ったアクションを軸に進めていく。また、魔石以外にも、使い捨てのアイテム（攻撃に特化した魔術の「スペル」と移動および回復で使用する薬の「ポーション」。それぞれストックするためのベラム〈スペル用〉、ポット〈ポーション用〉を持っている分だけ、アイテムを購入して保持可能）、常時特殊効果を発揮する装備品「タリスマン」を個別にひとつずつ装備することができることも特徴である。いずれも5種類存在する。
貨幣となるZAMを街のステージで使用することで、アイテムを購入したりミニゲームに挑むことができる。
ステージ1が始まる前にステージ0があり、そこでクリアフォールを持つ魔竜ソムロと戦うことになる。暗闇から姿を現した巨大な竜。ジャンプやホバリングなど、レッドアリーマーの持てる力を尽くして戦うことになる。
なお、電源投入後のコンティニューはパスワード方式であり、それ以外はステージ内の侵入エリア冒頭での復活、ステージマップへ戻るのいずれかが選択可能。

### 魔石
本作の大きな特徴は、サブタイトルにもあるとおり、複数の紋章の魔石を利用した「能力の切り替え」にある。
レッドアリーマーの属性である火の紋章の「魔石のかけら」と、上記ストーリーに記述されている魔石が登場する。
火の紋章の魔石のかけらは、切り替えると自身のショットが変化する。
火の紋章以外の魔石に切り替えた場合は、レッドアリーマーの姿が大きく変わり、使用できる能力も変化する。
レッドアリーマー
「火の紋章」を得たアリーマーで、基本となる形態。ホバリング能力とヘルクライム（壁へ張り付く）能力を持つ。
特殊能力は頭突きで、画面背景のオブジェクトを壊したり叩いたりできる。
ファイアー
初期装備で、口から小さな火球を吐き出す。威力は低く、連射もできない。
ロウソクなどに火をつけることができる。
バスター
緑色のエネルギー弾を吐き出す。威力はファイアーと同様で2連射が可能。弾はより大きい。
特定のブロックを破壊することができる。
トルネード
足場として用いることが可能な竜巻を吐き出す。2連射が可能。
基本的に攻撃能力はないが、幽霊など一部の敵はかき消すことができる。
クロー
溶岩の弾を吐き出す。威力、大きさ、連射数はバスターと同様。
トゲの壁に当たるとくっついて固まり、その箇所が一定時間ヘルクライム可能になる。
D・ファイアー（ダーク・ファイアー）
竜のような形をした闇の炎を吐き出す。
威力・攻撃範囲ともに広く、ファイアーのように着火能力もあるが、連射はできない。
G・アリーマー（グランド・アリーマー）
「地の紋章」の力を得たアリーマー。体色はくすんだ黄色となり、体格は筋骨隆々しくなるが翼が無くなる。
ショットの「トレマー」は地上だと放物線を描いて落ちた後地面に沿って進む高威力の貫通弾になる。空中や壁張り付きで撃つとリーチが短い上に威力・範囲ともに低い弾になってしまう。特殊能力としてタックル攻撃が可能になり、障害物を壊したり押して動かすことが可能になる。ヘルクライムは可能だが、ホバリングができなくなる。
A・アリーマー（アエリアル・アリーマー）
「気の紋章」の力を得たアリーマー。体色が青系統のカラーリングになり、背中の翼がなくなる代わりに、腕が巨大な翼に変化する。
特殊能力により、ホバリング中に高度上昇することが可能になる。また、強風で押し流されなくなる。弾は真空波を吐き出す「ハリケーン」。連射はできないが、ファイアーよりは大きい。一部の障害物を切断可能。ヘルクライムはできない。
T・アリーマー（タイダル・アリーマー）
「水の紋章」の力を得たアリーマー。緑色の体色に変化し、翼が無くなり全身にヒレが生じるなど半魚人のような姿となる。
水中に特化した能力で、水中に居続けてもダメージを受けず、水中を高速で横に泳ぐことができる。弾の「ストリーム」は水中だと着弾時に爆発し広範囲攻撃できる弾を吐き出し、水中のザコ敵を一撃で倒せる。その反面地上では、ホバリングもヘルクライムもできず、弾の威力・攻撃範囲・射程ともに減少する、一切特殊能力が無いなど、能力は非常に低い。
L・アリーマー（レジェンド・アリーマー）
「時の紋章」の力を得たアリーマー。体色は若干黒がかっている鮮やかな赤になる。
レッド・アリーマーの強化型であり、スタンダードな能力だが性能は非常に高い。更に受けるダメージが半分になるという能力がある。弾は大型のエネルギー弾を吐き出す「ダークフレア」で、非常に高威力だが連射が効かない。バスターのようにブロック破壊も可能。特殊能力は頭突き。
ステージ2の廃墟の町にいるアルバスの話によると、アリーマーが「赤き魔物」と言われていた際の姿はこの形態だったようである。
U・アリーマー（アルティメイト・アリーマー）
最強の紋章である「天の紋章」が更なる力を得て変化した「無の紋章」の力を得たアリーマー。紫の体色になる。
特殊な方法使ってのみプレイできる裏モードでのみ使用可能な最強の形態である。全ての紋章の能力を合わせ持っており（地上で十字ボタンの上を押しながら特殊能力ボタンで、頭突きも可能）、弾は溜め撃ちが可能で、高威力の貫通弾になる。

## ストーリー
光の人界と闇の魔界、その境界である魔天で隔てられた2つの世界があった。ある時、火・地・気・水・時・天の紋章が刻まれた6つの魔石が魔界に降り、魔物たちは強大な力を持つ魔石を求めて、魔界が荒廃するほどにまで争った。その最中、赤き魔物「レッドアリーマー」が現れ、天を除いた魔石4つを他の魔物から奪い、さらに天の魔石を持つ強き魔竜に辛勝、全ての紋章を集めた。しかし、その帰路に何者かが奇襲、傷ついていたレッドアリーマーはなすすべも無く魔界の地に落ち、魔石を奪われる。レッドアリーマーは、奇襲した魔物「ファランクス」に復讐するため、再び魔石を集め始める。

## 登場人物
レッドアリーマー
本作の主人公。「赤き魔物」と呼ばれ、一度は全ての紋章を手にし魔界の覇者となるも力を失う。冒頭はそんな彼の復活から始まり、ファランクスへの復讐を遂げることが目的となる。
アルパス
ステージ2の街の噴水脇に座り込んでいる魔物。装備している紋章によってセリフが変わる。ファランクスには面従腹背しており彼が倒されたのちは赤き魔物に感謝していると告げる。
マルアス
ステージ2の街にある一室に住む魔物で装備しているタリスマンの解説をしてくれる。説明書によると人界に残された漫画が趣味。
モラック
攻撃魔法スペル（呪文）の代筆屋「ワイズマン」の主。ベラムを持ち込むと有料で任意のスペルを書き込んで使えるようにしてくれる。
フォラパ
防御魔法ポーション（薬）を扱う「ブラックロータス」の主。ポットを持ち込むと有料でポーションを入れて使えるようにしてくれる。
ソムロ
かつて天の紋章を所持し、人界と魔界の両方で恐れられた魔竜。千年前の紋章戦争で赤き魔物に倒されたが、ファランクスによって腐った体のまま蘇った。
ファランクス
赤き魔物から紋章を横取りした「白き魔物」。強大な力で人界・魔界を平定、「白き王」と名乗り魔界の支配者として崇められる。ファランクスへの復讐を遂げた時、レッドアリーマーの状況（主に所持品に関わる）によって、物語の結末が変化するようになっている。
後述するアルマの要請で赤き魔物を復活させたが、真の理由は魔界の支配者になった後に無の紋章の存在を知り、それを手に入れるには自らが一度手放した紋章の全てを集めなおす必要があったため、赤き魔物にわざと集めなおさせて自らの持つ天の紋章を無の紋章に変化させて完全な支配者になるためであった。そして自らアルティメイトファランクスとなり用済みとなった赤き魔物を葬ろうとする。
しかし元々手負いだった赤き魔物を背後から不意打ちする程度の小物であったせいか全盛期の力を取り戻した赤き魔物には太刀打ちできずに倒されて逆に無の紋章を奪われた。
アルマ
ファランクスに仕え、多くの武勲を立てている若き将軍。赤き魔物の力を認め、ライバルとして行く先々で戦いを挑んでくる。強靭な翼と天賦の魔力を兼ね備えた漆黒の悪魔であり、その鳥のように大きな翼で上空を舞い、攻撃能力も高い。現代において珍しい時の属性を持ち、伝説の赤き魔物と戦いたくファランクスに復活の要請をした。武人肌らしく最後の対決で敗れた時は潔く所持していた時の紋章を渡した。
人界に潜む闇の魔物
紋章戦争が起きる前から人界で暮らす闇の魔王。ファランクスですら手を出せない大物であり、本作の真の最終ボス。全ての紋章、アイテムを所持した状態でクリアしたエンディング後に表示されるパスワードで挑戦できる。全く姿の違う2形態を自在に変え、その高い攻撃力でレッドアリーマーを翻弄する。

## 移植版
| No. | タイトル                                       | 発売日                      | 対応機種           | 開発元   | 発売元   | メディア                                      | 備考 | 出典              |
| --- | ---------------------------------------------- | --------------------------- | ------------------ | -------- | -------- | --------------------------------------------- | ---- | ----------------- |
| 1   | デモンズブレイゾン 魔界村 紋章編               | 1997年12月1日               | スーパーファミコン | カプコン | カプコン | フラッシュロムカセット （ニンテンドウパワー） |      |                   |
| 2   | Demon's Crest デモンズブレイゾン 魔界村 紋章編 | 2014年10月30日 2015年7月8日 | Wii U              | カプコン | カプコン | ダウンロード （バーチャルコンソール）         |      | [ 5 ] [ 6 ]       |
| 3   | Demon's Crest デモンズブレイゾン 魔界村 紋章編 | 2016年12月8日 2017年8月23日 | Newニンテンドー3DS | カプコン | カプコン | ダウンロード （バーチャルコンソール）         |      | [ 7 ] [ 8 ] [ 9 ] |
| 4   | スーパーファミコン Nintendo Classics           | 2019年9月6日                | Nintendo Switch    | 任天堂   | 任天堂   | ダウンロード                                  |      | [ 10 ] [ 11 ]     |

## スタッフ
- プロデューサー：藤原得郎
- ディレクター：宮崎亮
- ゲーム・デザイン：岩尾賢一
- 音楽：堀山俊彦
- サウンド・デザイナー：山田一法

## 評価
ゲーム誌『ファミコン通信』の「クロスレビュー」では、7・7・8・6の合計28点（満40点）、『ファミリーコンピュータMagazine』の読者投票による「ゲーム通信簿」での評価は以下の通り、20.4点（満30点）となっている。
| 項目 | キャラクタ | 音楽 | お買得度 | 操作性 | 熱中度 | オリジナリティ | 総合 |
| 得点 | 3.7        | 3.2  | 3.2      | 3.4    | 3.4    | 3.5            | 20.4 |

## 関連書籍
デモンズ・ブレイゾン 魔界村 紋章編 公式ガイドブック
1994年11月4日にアスペクトより発行。
デモンズ・ブレイゾン 魔界村 紋章編 必勝攻略法
1994年11月20日に双葉社より発行。